# Patrick Van Oppen
Patrick Van Oppen (Genk, 1969) is een Vlaams striptekenaar.

## Levensloop
Van Oppens carrière begon als assistent voor Merho bij het tekenen van de  De Kiekeboes-stripreeks.
Hij debuteerde met Op weg met Jan Berchmans, oorspronkelijk een Franstalige uitgave. Voor dezelfde uitgever tekende hij een strip voor een schattenjacht in Durbuy.
In 2002 volgde De Vijfde Man, een strip in aquarel, met een bijbehorende wandeling door Brugge. Het scenario werd geschreven door Ivan Claeys.
Later werd Van Oppen bekender door onder andere zijn stripreeks over Pieter Aspe. Het eerste en tweede album van zijn tekenhand, zijn gebaseerd op de eerste twee boeken uit de boekenreeks van Pieter Aspe.
Sinds 2007 werkt hij ook aan een nieuwe stripreeks, namelijk Tommeke,  gebaseerd op de wielrenner Tom Boonen.
Ondertussen werkte hij verder als assistent voor Steven Dupré (Kaamelott, Interpol), tekende hij bijdragen voor Brussel in Beeldekens, Jommekes bij de Vleet en Op het spoor van Pom.
In 2010 verscheen de eerste aflevering van de avonturenstrip De Vries in het Nederlandse striptijdschrift Eppo, op scenario van Sytse S. Algera.